# Saurita ladan
Saurita ladan är en fjärilsart som beskrevs av Druce 1896. Saurita ladan ingår i släktet Saurita och familjen björnspinnare. Inga underarter finns listade.